# Quitte ou double (Angel)
Pour les articles homonymes, voir Quitte ou double.
Quitte ou double est le 18e épisode de la saison 3 de la série télévisée Angel.

## Synopsis
Cordelia revient de vacances avec Groosalugg et apprend la disparition de Connor. Elle trouve Angel en pleine dépression et essaye de le réconforter. Fred rend visite à Wesley à l'hôpital, lui apprend que la prophétie pour laquelle il a enlevé Connor était fausse et le prévient qu'Angel le tuera s'il le revoit. Pendant ce temps, Gunn est soudainement rappelé à son passé avec l'arrivée d'un démon. Il y a sept ans, il a vendu son âme à un démon nommé Jenoff et il doit rembourser sa dette. Gunn passe toute la journée suivante avec Fred en tentant de satisfaire au mieux ses désirs mais la jeune femme comprend qu'il se passe quelque chose d'anormal. Quand elle l'interroge à ce sujet, Gunn lui dit que tout est fini entre eux deux. 
Bouleversée, Fred tente d'expliquer à Angel, Cordelia et Groosalugg que quelque chose ne va pas avec Gunn. Ce dernier se rend au casino où se trouve Jenoff et l'équipe parvient à le retrouver avant que Jenoff ne lui prenne son âme. Angel décide de jouer l'âme de Gunn aux cartes en proposant la sienne en plus s'il perd. Angel perd mais Cordelia plante aussitôt un pieu dans la main du démon. Angel le décapite, libérant Gunn de sa dette, mais la tête de Jenoff repousse. Angel obtient alors l'aide de tous les démons qui doivent une dette à Jenoff et le groupe en profite pour s'enfuir. Gunn s'excuse auprès de Fred et lui révèle qu'il avait vendu son âme contre le camion dont lui et son gang se servait pour chasser les vampires car il croyait à l'époque qu'il n'avait aucun avenir. De retour à l'hôtel Hyperion, Angel semble enfin accepter la perte de Connor.

## Statut particulier
Noel Murray, du site The A.V. Club, évoque un épisode qui « démarre fort, puis s'endort sur le milieu », notamment avec la scène où Gunn prétend être en colère contre Fred qui est un « cliché dramatique totalement ridicule », avant de se reprendre sur la fin avec son dernier acte assez intense. Pour Ryan Bovay, du site Critically Touched, qui lui donne la note de C+, l'épisode est « assez éloigné de l'excellence mais fait un solide travail de caractérisation », notamment sur Angel et la façon dont il surmonte la perte de Connor, et comporte un dernier acte « étonnamment fort ».

## Distribution

### Acteurs crédités au générique
- David Boreanaz : Angel
- Charisma Carpenter : Cordelia Chase
- Alexis Denisof : Wesley Wyndam-Pryce
- J. August Richards : Charles Gunn
- Amy Acker : Winifred « Fred » Burkle

### Acteurs crédités en début d'épisode
- Andy Hallett : Lorne
- Mark Lutz : Groosalugg
- Jason Carter : Repo-Man
- Patrick Saint-Esprit : Jenoff
- John David Conti : le vieux démon mâle
- P.B. Hutton : le vieux démon femelle